# Homebrew Computer Club

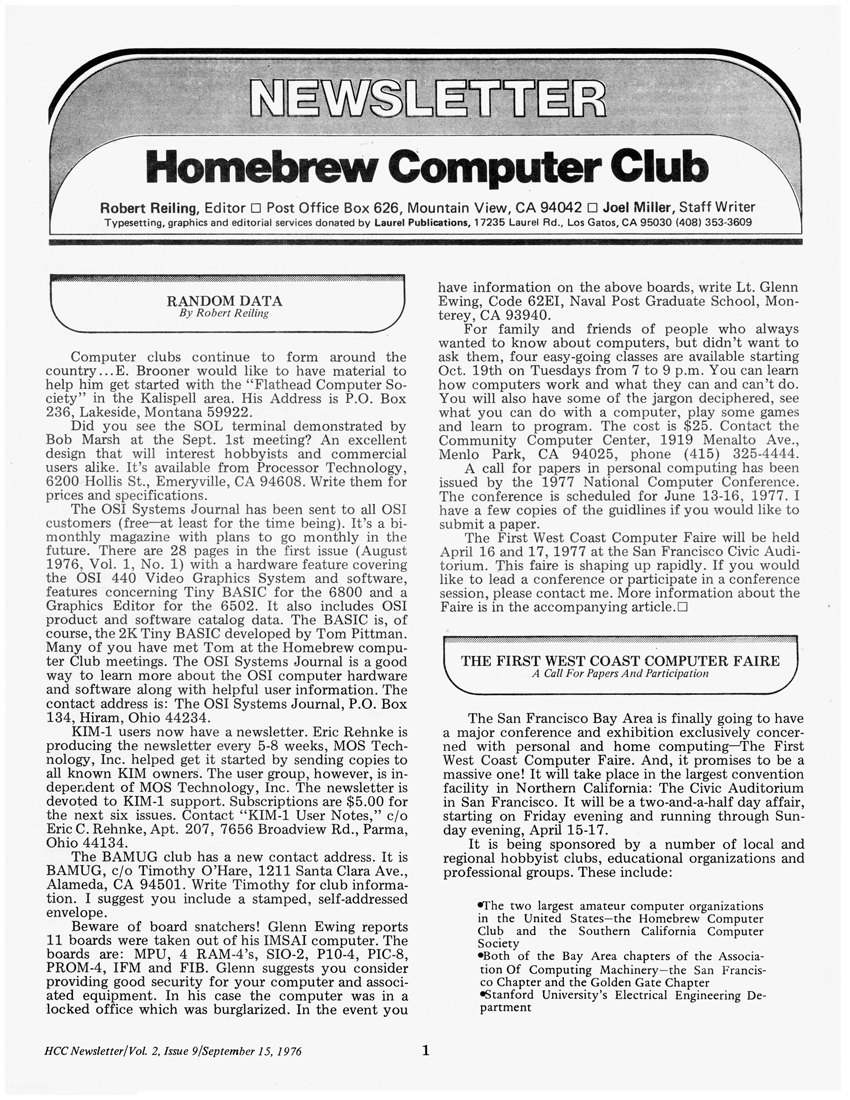
Een nieuwsbrief van HCC, daterend uit september 1976

De Homebrew Computer Club is een club van computerhobbyisten in Silicon Valley die bestond van maart 1975 tot ongeveer 1977. De invloed van de club werd uitgebeeld in de film Pirates of Silicon Valley.

## Leden en doel
De eerste ontmoetingen werden gehouden in de garage van een van de leden, in Menlo Park in San Mateo County. De "Homebrew members" waren allemaal hobbyisten, de meesten waren elektronicus of programmeur. De leden kwamen naar deze bijeenkomsten om te praten over de Altair 8800 (de eerste als bouwpakket verkrijgbare computer), en om schema's en programmeertips te ruilen. Uit de rangen van deze bezoekers kwamen beroemde oprichters van computerbedrijven voort, zoals Bob Marsh en Adam Osborne, en Steve Jobs en Steve Wozniak, de oprichters van Apple.